# Zakia Dhifaoui
Zakia Dhifaoui là một giáo viên, nhà báo và nhà hoạt động nhân quyền người Tunisia đã chiến đấu đặc biệt chống lại chế độ của Zine el-Abidine Ben Ali, trước cuộc cách mạng Tunisia năm 2011. Sự nghiệp quyết định của bà cho thấy sự xuất hiện của các phong trào phản kháng và bằng cách nào đó   báo chí độc lập, trong những tháng cuối cùng của nhiệm kỳ tổng thống của Ben Ali, bất chấp áp lực chống lại bà.

## Tiểu sử
Xuất thân từ Kairouan, một thành phố cách Tuniset 150 km về phía tây nam, cách Sousse năm mươi km về phía tây, bà bắt đầu sự nghiệp với tư cách là giáo viên lịch sử và địa lý tại một trường trung học ở thành phố đó vào năm 1994..
Một thành viên của Diễn đàn Dân chủ vì Lao động và Tự do (còn gọi là Ettakatol), một đảng bí mật ban đầu, vào tháng 1 năm 2007, bà đã tham gia vào việc tạo ra Mouwatinoun hàng tuần tiếng Ả Rập. Bà là một trong những thành viên sáng lập của Hội đồng Tự do Quốc gia ở Tunisia.; bà cũng là thành viên của Hiệp hội chống tra tấn ở Tunisia và bộ phận địa phương của Liên đoàn Nhân quyền Tunisia..
Vào tháng 7 năm 2008, bà quyết định đến Redeyef để thu thập lời chứng thực với các gia đình liên quan đến nữ công tước Gafsa. Tình hình rất căng thẳng ở Tunisia. Tổng thống Ben Ali, người đã nắm quyền lực trong 21 năm, tuyên bố ý định tranh cử nhiệm kỳ thứ năm.
Khi đến vào ngày 27 tháng 7, bà đã tham gia một cuộc biểu tình của phụ nữ để đoàn kết với các công nhân nổi bật. Tuy nhiên, bà đã bị bắt cùng với sáu người biểu tình khác và bị tấn công tình dục.. Vào ngày 14 tháng 8 năm 2008, bà đã bị Tòa án Gafsa kết án tám tháng tù giam. Bà bị buộc tội "không vâng lời, gây rối trật tự công cộng", cản trở một quan chức trong việc thực hiện nhiệm vụ của mình, làm suy giảm tài sản của người khác và vi phạm đạo đức. bà bị giam giữ 200 ngày, trước khi được ân xá nhân dịp kỷ niệm hai mươi mốt ngày Tổng thống Ben Ali lên nắm quyền.
Tuy nhiên, khi ra tù, Bộ trưởng Bộ Giáo dục không cho phép bà tiếp tục công việc giảng dạy, nhưng bà đã chiến đấu để trở lại với công việc của mình.7 trong khi cố gắng tìm việc làm tạm thời. Sau cuộc cách mạng Tunisia và lật đổ Zine el-Abidine Ben Ali, vào ngày 14 tháng 1 năm 2011, sau đó đến luật ân xá chung ngày 19 tháng 2 năm 2011, cuối cùng bà có thể tiếp tục công việc và các lớp học của mình ở Kairouan, trong khi mất đi lợi ích trong nhiều năm.
bà tiếp tục chiến dịch trong các tổ chức khác nhau, bao gồm Ettakatol, nhưng cũng giữ sự ủng hộ của bà cho nhóm người Tunisia của Redeyef. Bà cũng tiếp tục viết cho Mouwatinoun định kỳ.